# Јужнонемачка тампон држава
Јужнонемачка тампон држава је назив за државу чије је стварање било планирано од стране подунавских Немаца 1941. године. Држава је требало да обухвата делове Југославије, Румуније и Мађарске, односно регије Банат, Бачку и Барању. Према подацима из 1910. године, Немци би чинили само 25% становништва ове државе, док би остатак становништва чинили Мађари, Румуни и Срби.
Окупацијом и поделом Југославије, Немци су добили прилику да своје планове остваре само делимично, односно формирали су своју државну управу у југословенском (српском) делу Баната, који званично није успостављен као посебна држава, већ као аутономна територија у саставу Недићеве Србије. Југословенске делове Бачке и Барање које су Немци намеравали да припоје својој планираној држави окупирала је и анектирала Мађарска, док тражени делови Румуније и Мађарске нису ни узимани у обзир за припајање држави подунавских Немаца од стране сила Осовине, с обзиром да су и ове две државе биле чланице тог војног савеза.
Поразом Немачке у Другом светску рату и обновом Југославије, нестаје и немачке управе у Банату, а Немци се највећим делом исељавају из земље.